# Niclas Rasck
Niclas Rasck (* 10. März 1969) ist ein ehemaliger schwedischer Fußballspieler. Der Abwehrspieler gewann mit Djurgårdens IF mehrere nationale Titel in Schweden.

## Werdegang
Rasck begann mit dem Fußballspielen beim Ludvika FK, für den er mehrere Jahre in der dritten Liga spielte. 1994 schloss er sich Örebro SK in der Allsvenskan an. Mit dem Klub platzierte er sich im vorderen Mittelfeld der Liga. Im Dezember 1998 zog er zum Stockholmer Klub Djurgårdens IF weiter, bei dem er zunächst einen Drei-Jahres-Kontrakt unterzeichnete. An der Seite von Lucas Nilsson, Magnus Pehrsson, Sharbel Touma und Stefan Alvén etablierte er sich auf Anhieb als Stammspieler, mit dem Aufsteiger verpasste er jedoch in der Spielzeit 1999 den Klassenerhalt in der Allsvenskan. Unter dem Trainerduo Zoran Lukić und Sören Åkeby verhalf er in 25 Zweitligaspielen zum direkten Wiederaufstieg und war auch in der folgenden Spielzeit einer der Garanten – er bestritt alle 26 Saisonspiele – in der ersten Liga, dass hinter Hammarby IF der Vizemeistertitel heraussprang. Folglich verlängerte der Klub im November 2001 frühzeitig seinen Vertrag bis Ende 2004 und der Verteidiger wurde darüber hinaus zum Spieler des Jahres beim Klub ernannt.
In der Spielzeit 2002 holte Rasck seine ersten Titel mit dem Klub. Mit sechs Punkten Vorsprung auf Malmö FF holte er mit der Mannschaft um Spieler wie Mikael Dorsin, Kim Källström, Stefan Rehn oder Babis Stefanidis den Lennart-Johansson-Pokal für den schwedischen Landesmeister. Kurz nach Saisonende stand er zudem mit ihr im Endspiel um den schwedischen Landespokal gegen den Ortsrivalen AIK, das Louay Chanko in der Verlängerung für DIF entschied und den Klub somit zum Double führte. Mit 24 Saisonspielen war er in der anschließenden Spielzeit an der erfolgreichen Verteidigung des Meistertitels beteiligt, im Pokal schied er mit der Mannschaft im Halbfinale gegen Assyriska Föreningen aus.
Verletzungsbedingt musste Rasck in der Spielzeit 2004 lange Zeit pausieren und bestritt lediglich drei Saisonspiele. Belegte die Mannschaft in der Saison lediglich den vierten Tabellenrang, blieb das Jahr jedoch nicht ohne Titelgewinn. Im Endspiel gegen IFK Göteborg saß er zwar zunächst auf der Ersatzbank, wurde aber in der 44. Spielminute für Matías Concha eingewechselt. Nach Toren von Daniel Sjölund, der zweifach traf, und Andreas Johansson bei einem Gegentor von Niclas Alexandersson endete das Spiel mit einem 3:1-Erfolg. Trotz der langen Pause verlängerte der Klub im Anschluss seinen Vertrag um eine weitere Spielzeit. Im folgenden Jahr schwankte er zwischen Ersatzbank und Startaufstellung. Nach dem erneuten Finaleinzug im Landespokal blieb er beim 2:0-Sieg über den Zweitligisten Åtvidabergs FF nach Toren von Toni Kuivasto und Tobias Hysén ohne Spielzeit. Nachdem er zunächst sein Karriereende bekannt gegeben hatte, entschloss er sich im Januar 2006 zur Fortsetzung seiner Karriere um ein weiteres Jahr. Im Laufe der Spielzeit 2006 kam er somit zu weiteren acht Spieleinsätzen, ehe er endgültig seine Karriere beendete.